# Kanton Plouescat
Kanton Plouescat je francouzský kanton v departementu Finistère v regionu Bretaň. Jeho střediskem je město Plouescat. Dělí se na 5 obcí.

## Obce
- Lanhouarneau
- Plouescat
- Plougar
- Plounévez-Lochrist
- Tréflez